# ريبيكا سنكلير
ريبيكا سنكلير (بالإنجليزية: Rebecca Sinclair)‏ هي متزلجة نيوزيلندية، ولدت في 11 سبتمبر 1991 في أوكلاند في نيوزيلندا.

## وصلات خارجية
- ريبيكا سنكلير على موقع الاتحاد الدولي للتزلج (ركوب لوح الثلج) (الإنجليزية)
- ريبيكا سنكلير على موقع أوليمبيديا (الإنجليزية)
- ريبيكا سنكلير على موقع اللجنة الأولمبية النيوزيلندية (الإنجليزية)